# Christiane Taubira

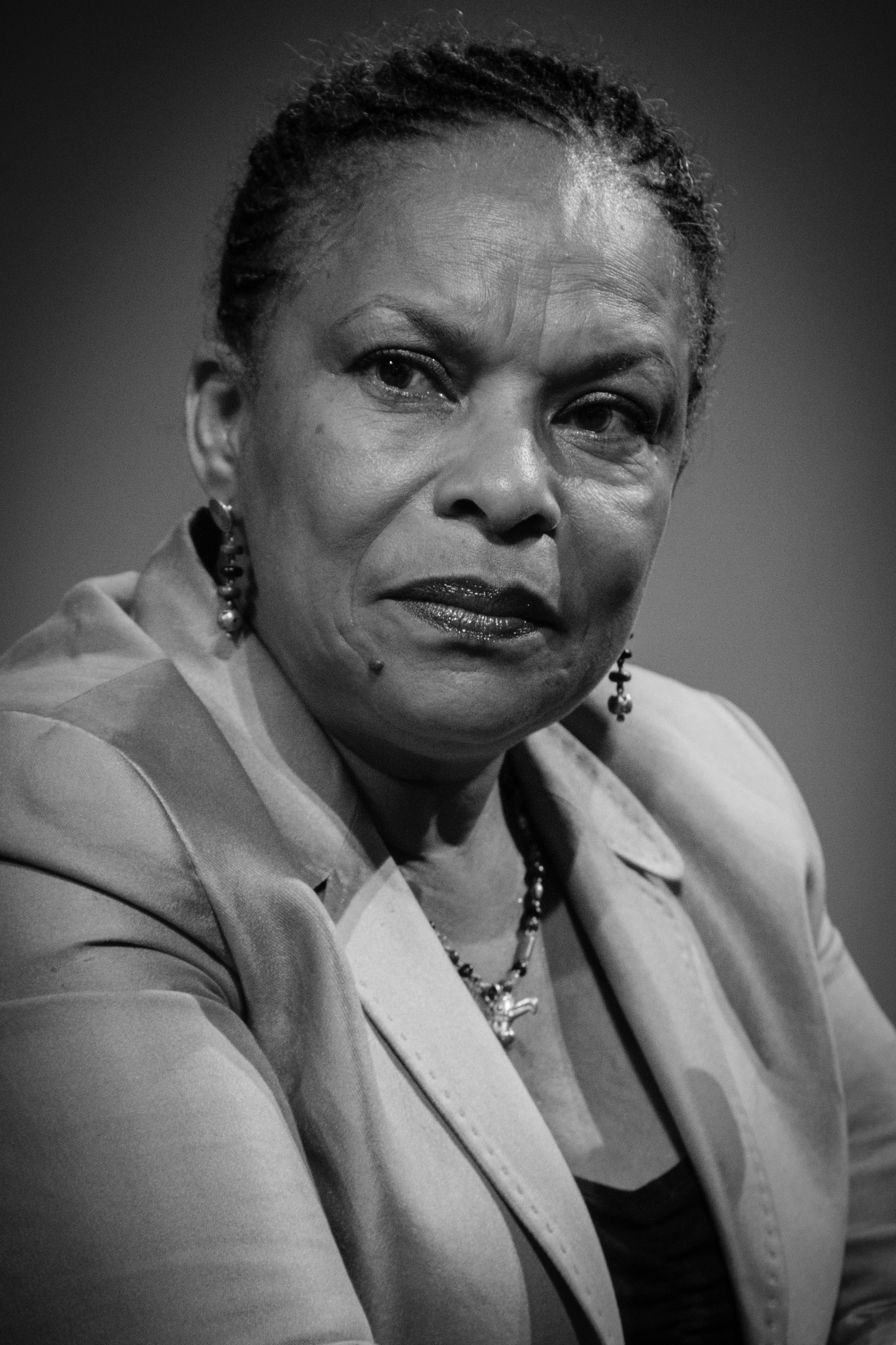
Christiane Taubira, 2013

Christiane Taubira (* 2. Februar 1952 in Cayenne, Französisch-Guayana) ist eine französische Politikerin der Partei Walwari bzw. der Parti radical de gauche. Vom 16. Mai 2012 bis 27. Januar 2016 war sie Justizministerin in den Kabinetten Ayrault I, Ayrault II, Valls I und Valls II. Zuvor war sie von 1993 bis 2012 Abgeordnete in der französischen Nationalversammlung, von 1994 bis 1999 Mitglied des Europäischen Parlaments sowie Kandidatin bei der französischen Präsidentschaftswahl 2002. 

## Leben
Christiane Taubira wurde als Tochter einer Krankenpflegehelferin geboren, die sie und ihre acht Geschwister allein aufzog. Ihr älterer Bruder Jean-Marie Taubira ist ebenfalls Politiker. Sie absolvierte das Lycée in Cayenne, der Hauptstadt von Französisch-Guyana. Anschließend ging sie ins französische Mutterland, wo sie an der Universität Panthéon-Assas (Paris II) Wirtschaftswissenschaften, an der Universität Paris IV (Paris-Sorbonne) und Universität Pierre und Marie Curie (Paris 6) Soziologie und afro-amerikanische Ethnologie sowie am Centre français de la coopération agricole (CFCA) Lebensmittelwirtschaft studierte. In Ökonomie und Lebensmittelwirtschaft besitzt sie jeweils einen Abschluss des 3e cycle (Diplôme d’études approfondies), was in manchen Quellen fälschlich als Doktorat bezeichnet wurde.
Danach lehrte sie ab 1978 als Dozentin für Wirtschaftswissenschaften in Cayenne. Außerdem war sie Direktorin der Außenstelle des Conservatoire national des arts et métiers (CNAM) in Französisch-Guyana. Von 1982 bis 1985 leitete sie die Confédération caraïbe de la coopération agricole, eine von ihr mitbegründete Organisation für landwirtschaftliche Zusammenarbeit im Karibikraum. Anschließend war sie Vorsitzende der Assistance technique à la pêche artisanale en Guyane, die Fortbildungen für Küstenfischer anbot. 1990 wurde sie Generaldirektorin des Amts für Zusammenarbeit und Außenhandel von Französisch-Guyana.
Ab Ende der 1970er-Jahre lebte Taubira mit dem Unabhängigkeitsaktivisten Roland Delannon zusammen, den sie 1987 heiratete und der auch ihr politischer Mitstreiter war. Die beiden haben einen Sohn und drei Töchter. Das Paar trennte sich 1998, als Delannon bei der Regionalwahl gegen Taubira antrat.

## Politische Laufbahn
Ab 1978 engagierte sich Taubira in der antikolonialen Bewegung Mouvement Guyanais de Décolonisation (MOGUYDE), die für die Unabhängigkeit Guyanas von Frankreich eintrat. Dieses Ziel gab sie jedoch in den 1980er-Jahren auf und favorisierte seither einen autonomen Status für das Übersee-Département. Im Jahr 1992 gründete sie mit ihrem damaligen Ehemann Roland Delannon die sozialistisch orientierte Partei Walwari und wurde deren Vorsitzende.
Im Jahr darauf wurde Taubira erstmals als Abgeordnete Französisch-Guyanas in die französische Nationalversammlung gewählt und 1997, 2002 und 2007 jeweils wiedergewählt. Bei der Vertrauensabstimmung über die Regierung Édouard Balladurs stimmte Taubira 1993 mit Ja. In der Nationalversammlung gehörte sie 1993 bis 1997 der Fraktion République et liberté an, die Abgeordnete kleiner Parteien der Linken wie der Rechten vereinte. Ab 1997 gehörte sie meist als sogenannte Apparentée der Sozialistischen Fraktion an; von November 2001 bis Juni 2002 war sie Mitglied der Fraktion Radical-citoyen-vert, der auch die Abgeordneten der Parti radical de gauche angehörten.
Von 1994 bis 1999 gehörte sie für die linksliberale Liste Énergie radicale auch dem Europaparlament an, wo sie in der Fraktion der Radikalen Europäischen Allianz saß.
2001 wurde Christiane Taubira Namensgeberin der loi Taubira. In diesem Gesetz erkannte Frankreich den Sklavenhandel und die Sklaverei als Verbrechen gegen die Menschlichkeit an. Taubira war Berichterstatterin für das Gesetz in der Nationalversammlung.
2002 kandidierte Taubira für die Parti radical de gauche (PRG) bei der Präsidentschaftswahl im April 2002 und erhielt im ersten Wahlgang rund 660.000 Stimmen (2,3 Prozent). Ihre Kandidatur trug zu einer Zersplitterung des linken Lagers bei, die letztlich dazu führte, dass der sozialistische Kandidat Lionel Jospin nur auf Platz drei kam und die Stichwahl zwischen dem Konservativen Jacques Chirac und dem Rechtsextremen Jean-Marie Le Pen stattfand.

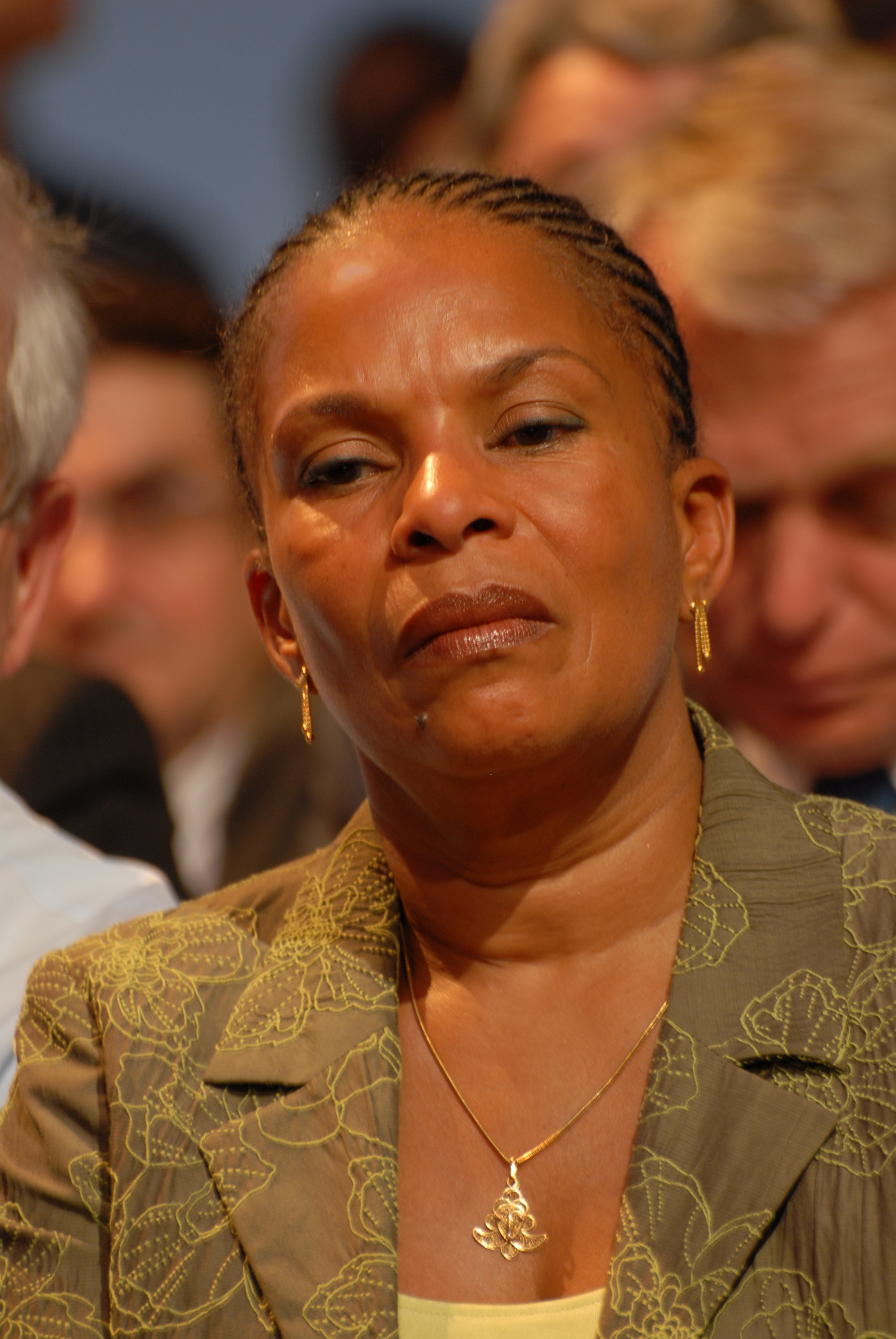
Taubira bei einer Wahlkampfveranstaltung von Ségolène Royal (2007)

2007 gehörte Taubira dem Wahlkampfteam der sozialistischen Präsidentschaftskandidatin Ségolène Royal an. 2011 unterstützte sie in den sozialistischen Vorwahlen Arnaud Montebourg.
Am 16. Juni 2012 wurde Taubira als Justizministerin in das Kabinett von Jean-Marc Ayrault berufen. Sie blieb auch nach der Regierungsneubildung nach den Parlamentswahlen im Juni 2012 im Amt. Als Justizministerin war Taubira zuständig für die Gesetzgebung der Mariage pour tous, mit der die Ehe für homosexuelle Paare geöffnet wurde.
Der französische Staatspräsident François Hollande und die Regierung Ayrault II wollten eine Reform des französischen Justizsystems durchführen. Im Januar 2014 stellte Taubira Entwürfe der Öffentlichkeit vor.
Am 27. Januar 2016 trat Taubira auch auf Aufforderung von Staatspräsident Hollande zurück. Sie hatte sich zuvor mehrfach gegen Maßnahmen der Regierung nach den Anschlägen vom 13. November 2015 in Paris gestellt, insbesondere gegen das Vorhaben, wegen Terrorismus verurteilten Personen die französische Staatsbürgerschaft zu entziehen.
Am 15. Januar 2022 erklärte Taubira ihre Kandidatur für die französische Präsidentschaftswahl im selben Jahr. Bei einer Urwahl ("primaire populaire") vor der Präsidentschaftswahl 2022 unter linken Wählern erlangte sie die beste Durchschnittsnote, vor weiteren linken Kandidaten wie Anne Hidalgo oder Jean-Luc Mélenchon. Da sie jedoch nicht ausreichend Unterstützungserklärungen (parrainages) von Amts- und Mandatsträgern erhielt, gab sie die Kandidatur am 2. März 2022 auf.

## Schriften
- Mes météores : combats politiques au long cours. Mémoires. Flammarion, Paris 2012, ISBN 978-2-08-127895-0.